# نوان کلی
نوان کلی (به انگلیسی: Nawan Killi) یک روستا در پاکستان است که در خیبر پختونخوا واقع شده‌است. نوان کلی ۲۹۱ متر بالاتر از سطح دریا واقع شده‌است.